# Iziko Slave Lodge

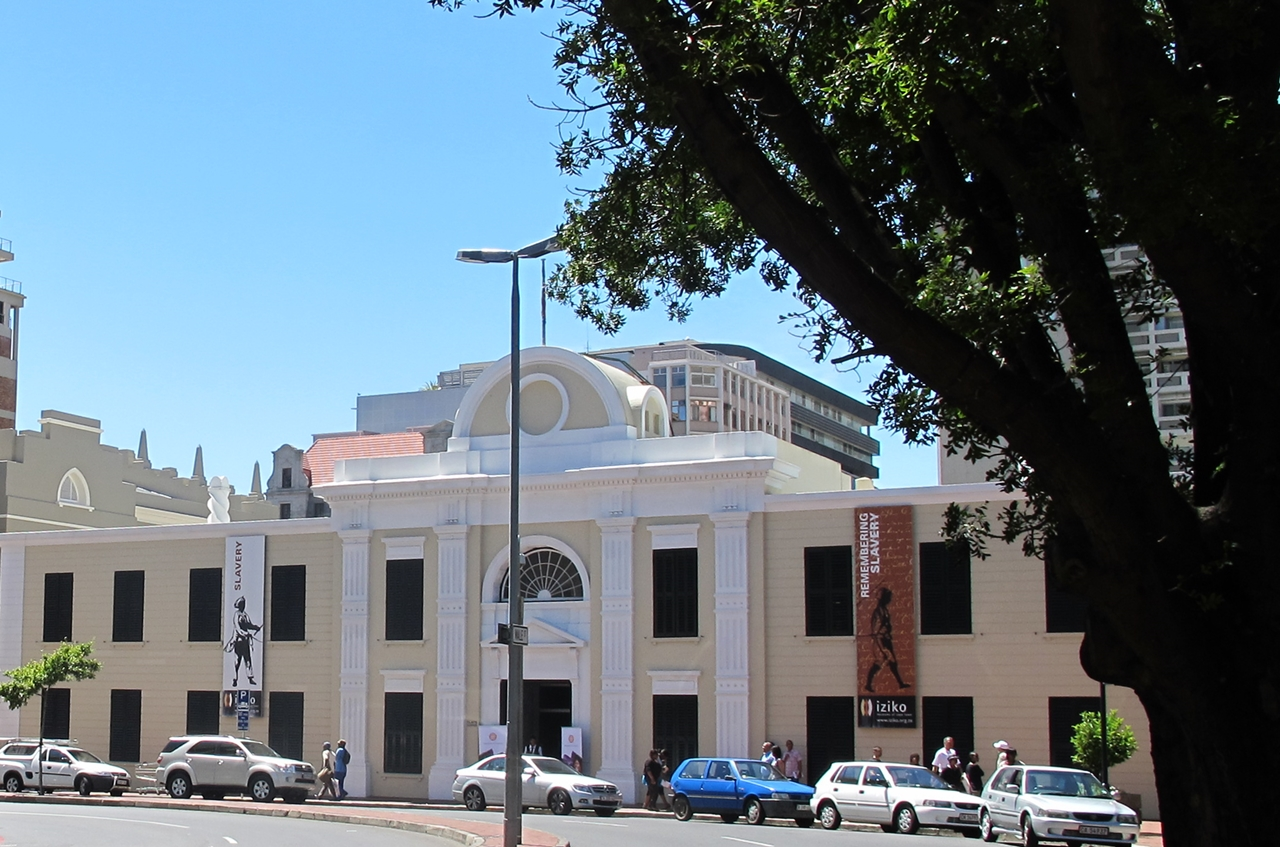
Der Eingangsbereich des Museums an der Adderley Street

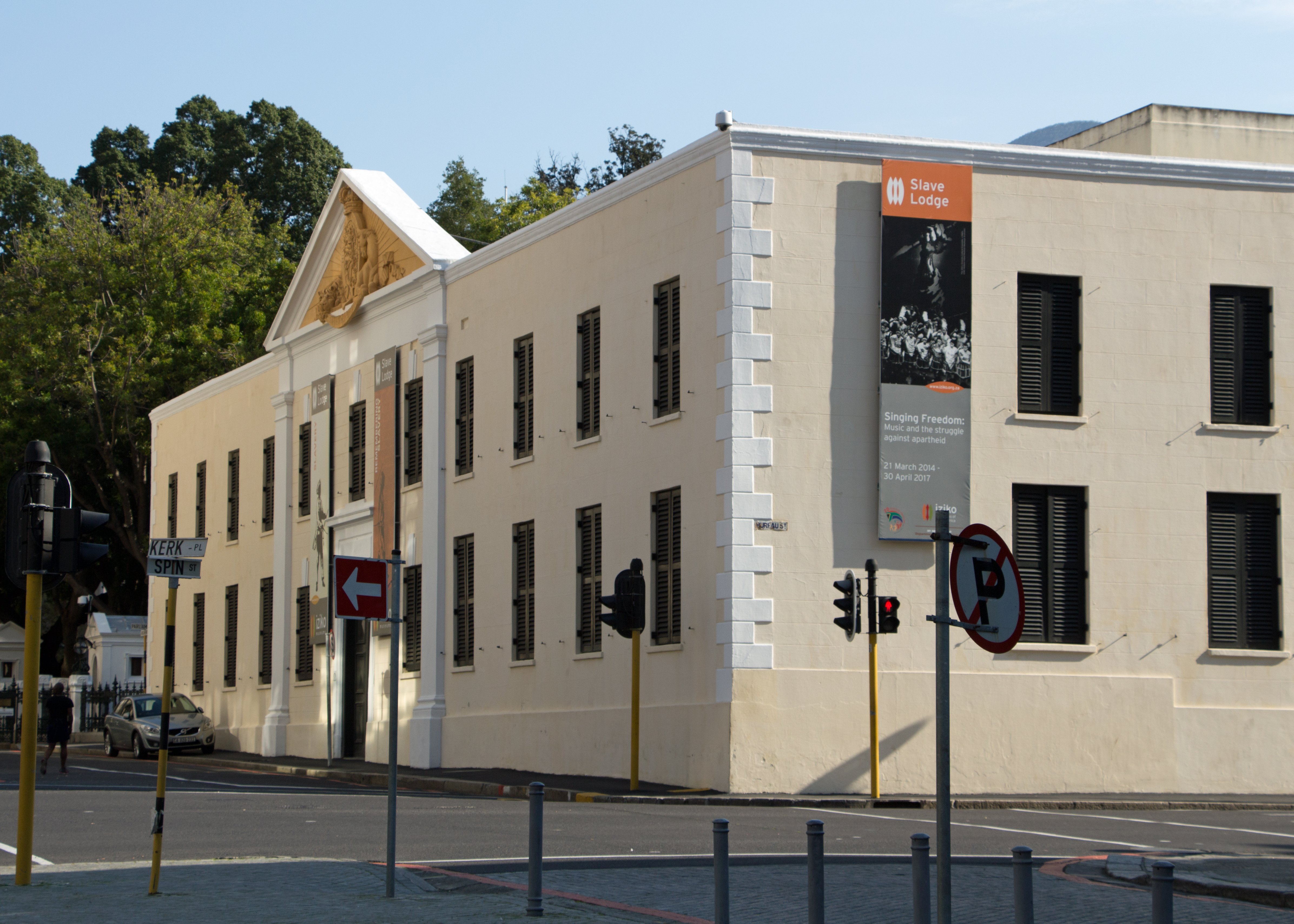
Rückseitige Giebelfront der Slave Lodge an der Parliament Street, nach links wegführend die Spin Street

Die Iziko Slave Lodge (ursprünglich niederländisch Slaven Loge, deutsch etwa „Sklavenunterkunft“, später auch Old Slave Lodge) ist seit dem 20. Jahrhundert ein Museum zur Geschichte der Sklaverei in Kapstadt, Südafrika. Es befindet sich am Rand der Innenstadt, sein Haupteingang an der Ecke Adderley und Wale Street und ist in einem historischen Gebäude untergebracht, das lange als Unterkunft für Sklaven diente.

## Geschichte
Sklaven gab es seit 1658 am Kap, sechs Jahre nach der Inbesitznahme durch europäische Siedler. Dabei gab es zwei Gruppen: Ein Teil der Sklaven gehörte der Niederländischen Ostindien-Kompanie (VOC), der andere gehörte Privatpersonen, den Burghers.
Die Unterbringung der VOC-Sklaven war zunächst schwierig, sie lebten bis zur Errichtung der ersten Gebäude der heutigen Slave Lodge in einem abgegrenzten Bereich der Befestigungsanlagen von Kapstadt.
Die Slave Lodge ist eines der ältesten Gebäude der Stadt, sie wurde 1679 in der Kaapkolonie gebaut. Über die Jahre wurde das Gebäude mehrmals verändert. Architektonisch erinnert die Slave Lodge mit ihren schmalen Fenstern an ein militärisches Gebäude. Das Gebäude wurde bis 1811 von Sklaven (und deren Nachfahren) bewohnt, die unter anderem aus Madagaskar, Indien, Indonesien und Mosambik nach Kapstadt gebracht worden waren. In den 132 Jahren ihres Bestehens als Sklavenunterkunft lebten dort 7000 bis 9000 Menschen; im Durchschnitt waren es 476 Menschen, die gleichzeitig dort wohnten. In der Mitte des 18. Jahrhunderts bewohnten mehr als tausend Personen gleichzeitig das Gebäude.
Die Sklaven aus der damaligen Slaven Loge arbeiteten für die VOC hauptsächlich als Handwerker, Kunsthandwerker und Gärtner. Die Iziko Museums of South Africa und das Department of Historical Studies der University of Cape Town forschen gemeinsam über die Geschichte der Sklaven, bisher wurden 3638 Namen, die Herkunftsorte und Todesdaten von Sklaven gefunden. Die Slaven Loge war die größte Sklavenunterkunft der Gegend, neben Sklaven waren auch psychisch kranke Menschen, Straffällige und politische Gefangene dort untergebracht. Das Leben in der Unterkunft war streng hierarchisch organisiert, wobei einige Sklaven auch administrative Aufgaben hatten und andere Sklaven kontrollierten. In der Nacht wurde die Slaven Loge abgeschlossen.
Die Sklaven in der Slaven Loge lebten unter ärmlicheren und schlechteren Bedingungen als jene, die Privatpersonen gehörten und auf Farmen arbeiteten. In manchen Jahren starben 20 bis 30 Prozent der Bewohner, was vor allem auf die schlechten hygienischen Bedingungen, aber auch auf Epidemien zurückgeführt wird. 1713, 1755 und 1767 brachen beispielsweise die Pocken in der Slaven Loge aus. Das Gebäude war dunkel, schlecht belüftet und sehr feucht, die Ernährung dürftig.
Alle Bewohner der Slaven Loge wurden niederländisch-reformiert getauft, die Kinder erhielten in der Schule der Lodge religiösen Unterricht und der zweimalige sonntägliche Gottesdienstbesuch war Pflicht. Im Ostflügel des Gebäudes gab es eine Krankenstation.

## Das Gebäude
Die ursprünglichen baulichen Anlagen der Slave Lodge entstanden hier in Nachbarschaft zum ehemaligen Garten der VOC, wo die Sklaven als Arbeitskräfte eingeteilt waren. In der Mitte des 18. Jahrhunderts erfolgte eine Erweiterung durch einen zweiten Gebäudetrakt. Zum Ende des 17. Jahrhunderts nahmen die Architekten Louis Michel Thibault und Herman Schutte erhebliche Veränderungen vor. Dabei erhielt der zur Heerengracht Street (heute Adderley Street) zugewandte Gebäudeabschnitt eine neue Gestaltung, darunter ein elliptisches Vestibül mit einer doppelläufigen Treppe zum Obergeschoss. Bei einer Straßenerweiterung im Jahre 1926 wurde dieser Bereich irreversibel verändert. Die neue Fassade berücksichtigte nur äußerlich und nicht mehr den Gesamtentwurf von Thibault, weil sie 13,4 Meter in die Kubatur des Gebäudes zurückgesetzt wurde.

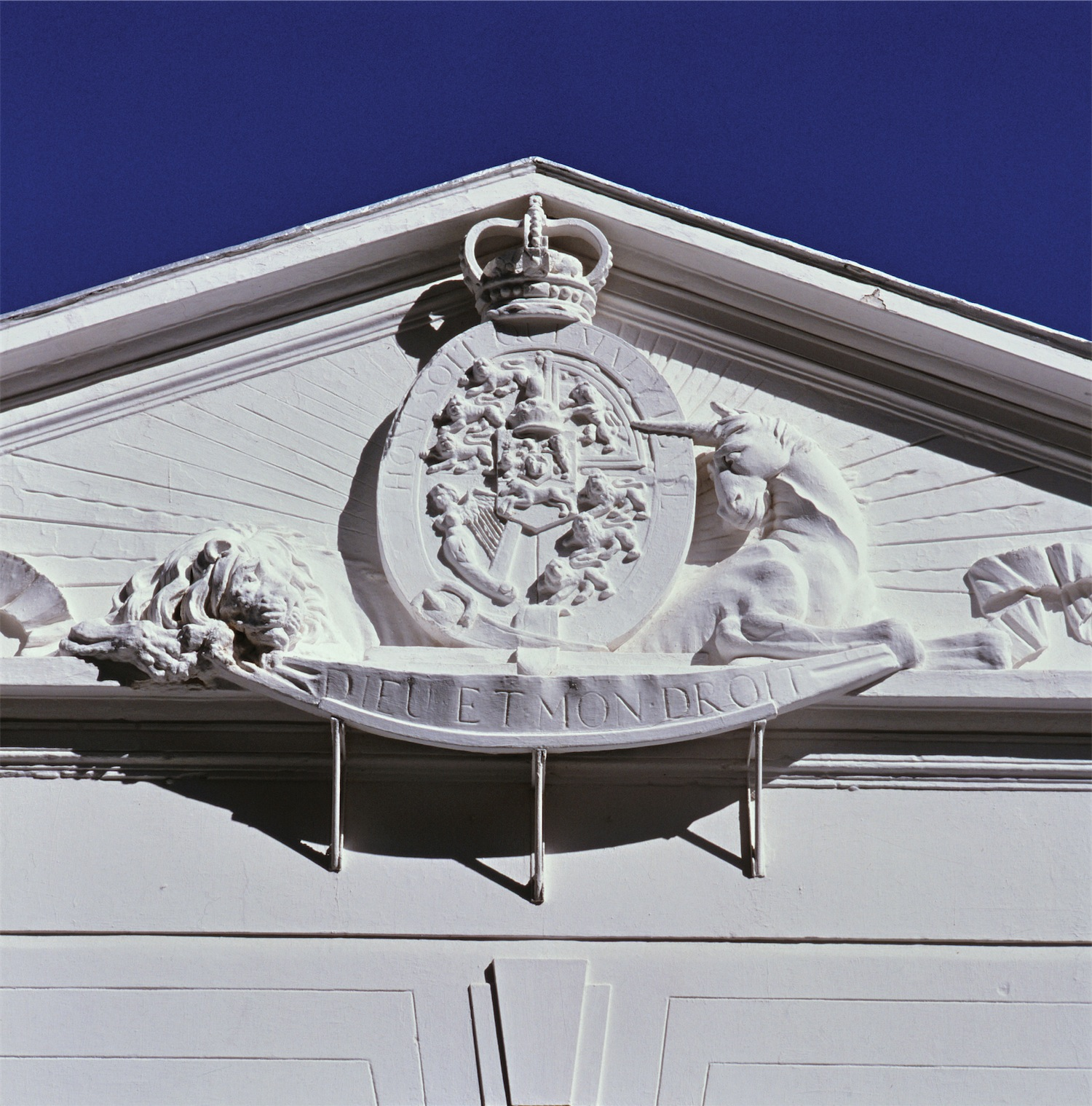
Giebelschmuck an der Parliament Street

In der Folge der zweiten britischen Intervention am Kap und der inzwischen von einigen europäischen Einwanderern hinterfragten Praxis der Sklavenarbeit verlor der Gebäudekomplex seine bisherige Funktion. Thibault und Schutte gestalteten ihn zu einem Regierungsgebäude um. In diesem Zusammenhang erfolgten Umbauten an der Fassade. Die Rückseite des Gebäudes an der Parliament Street erhielt einen Giebel mit dem britischen Wappenschild nach einem Entwurf von Anton Anreith. Dessen Gestaltung verspottet die britische Kolonialmacht durch einen ruhenden Löwen (links vom Wappen liegend) und einem Einhorn (rechts vom Wappen), das halb aufgerichtet und überrascht zu ihm blickt. In diesem hinteren Gebäudeteil schuf Thibault einen großen Versammlungsraum und wandelte die Sklavenwohnräume zu Diensträumen für Richter um. Gleichzeitig gestaltete er die Fensterfront nach neuen Proportionen. Wenige Monate später entstand der Gerichtssaal. Dieser gilt als ein Meisterwerk der Innenarchitektur von Thibault.
Über 100 Jahre behielt das Gebäude seinen Zweck für die Justiz (Old Supreme Court). Später war es der Sitz von Verwaltungsbehörden, der Steuerbehörde, des Generalstaatsanwalts, der Postverwaltung und anderer Regionalbehörden. In den 1950er Jahren drohte im Zuge der Erweiterung der Spin Street der Abriss von einigen Teilen des Gebäudes. Es entging diesem geplanten Eingriff nur durch Einspruch der Historical Monuments Commission und einiger anderer Institutionen.
Danach wurde es als Museum der Kulturgeschichte Südafrikas genutzt, welches 1998 in Iziko Slave Lodge umbenannt wurde.

## Museum
Die Iziko Slave Lodge gehört zum staatlichen Museumsverbund Iziko – Museums of South Africa. Das Oberthema des Museums lautet „From human wrongs to human rights“ (deutsch: „Von menschlichen Fehlern zu den Menschenrechten“). Titel der Dauerausstellungen der Slave Lodge sind „Remembering Slavery“, „Slave Origins – Cultural Echoes“ und „From African Earth: Celebrating our African Vessel Heritage“. Die Wechselausstellungen behandeln menschenrechtliche Themen wie beispielsweise heutige Formen der Sklaverei.